# Банель, Пьер
Пьер Банель (фр. Pierre Banel; 30 июля 1766, Лектур — 13 апреля 1796, Коссерия, Лигурия) — французский бригадный генерал.

## Биография

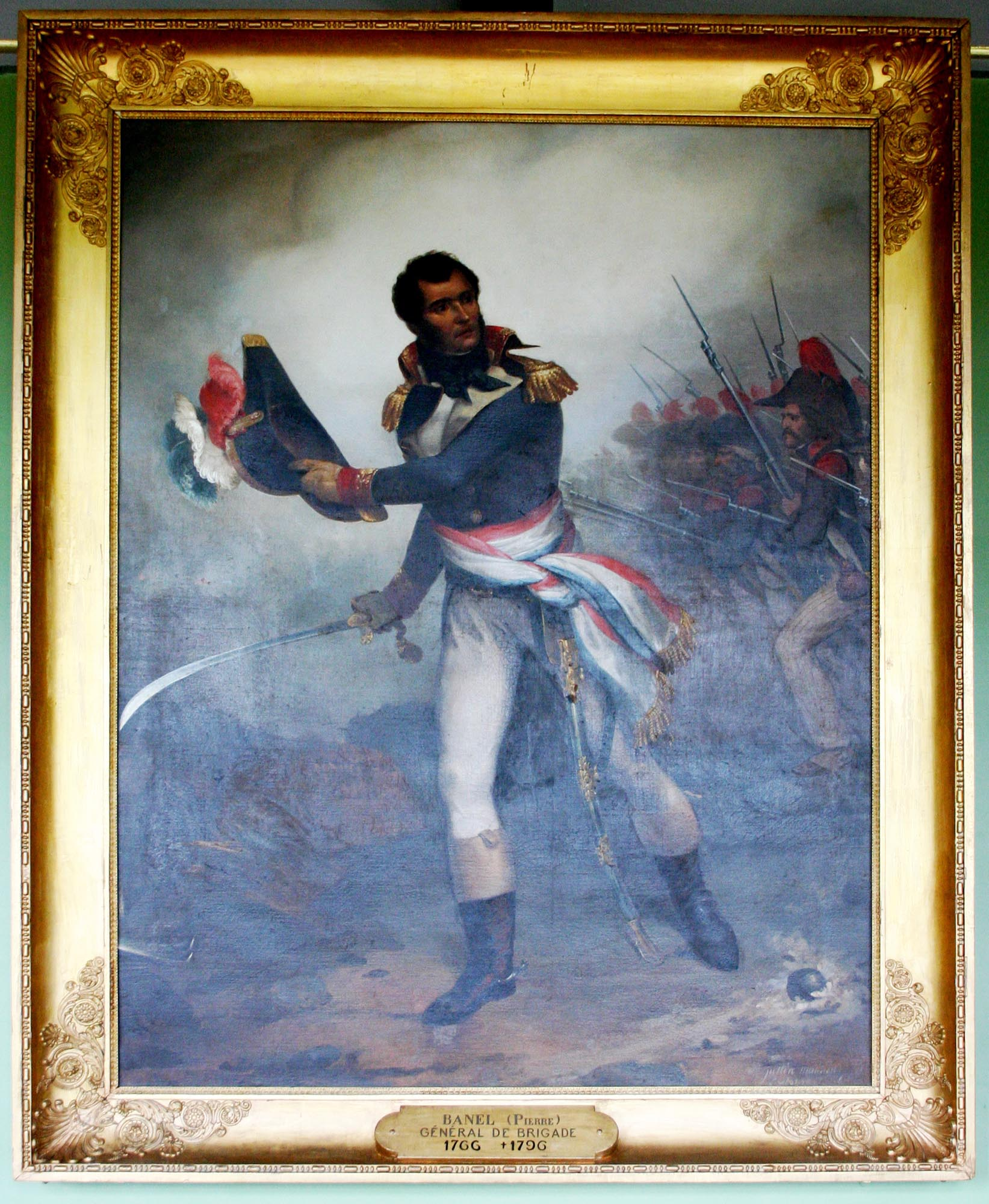
Парадный портрет генерала Банеля в битве при Миллезимо. Сражение произошло в 1796 году, портрет был написан в XIX веке.

Родился в 1766 году в Лектуре в семье ремесленника, выделывавшего пеньковые канаты. В возрасте 18 лет завербовался рядовым солдатом во французскую Королевскую армию. В 1789 году, дослужившись до сержанта (выше продвинуться было невозможно, так как Банель был простолюдином), оставил службу и вернулся в родной Лектур.
Однако, с началом революционных событий, записался сперва в Национальную гвардию, а затем в батальон волонтёров революционной армии. Как человек, имевший опыт строевой службы, он был выбран своими сослуживцами майором, а уже в 1793 году был повышен командованием до бригадного генерала (через четыре года после того, как в звании сержанта вышел в отставку).
В 1795 году во главе бригады сражался в Италии под командованием генерала Бонапарта, где отличился в нескольких сражениях. В апреле 1796 года состоялся штурм замка Коссерия, который являлся частью битве при Миллезимо.
В этом штурме отличились Ланн, будущий маршал Франции; Жубер, будущий противник фельдмаршала Суворова, и Банель. Банель вёл на штурм замка одну из колонн (другую вёл Жубер), однако они были остановлены самоотверженным сопротивлением осаждённых. Защитники замка сбрасывали на них огромные камни, причинившие значительный ущерб. В тот день штурм был отбит с огромными потерями для французов — бригадный генерал Банель погиб, а  около тысячи солдат и офицеров были убиты либо ранены. Жуберу во главе всего семи солдат удалось подняться на крепостную стену, однако, раненый, он вынужден был отступить. Только на следующий день Бонапарту удалось добиться сдачи Коссерии.
Битва при Миллезимо стала вторым сражением, выигранным генералом Бонапартом в качестве самостоятельного начальника, поэтому в дальнейшем он всегда с признательностью вспоминал тех, кто отличился, и особенно тех, кто погиб, в его первых сражениях. Поэтому, несмотря на неудачу первого штурма Коссерии, во Франции XIX столетия Банель почитался, как храбрый и самоотверженный генерал. Были заказаны его парадный портрет и бюст (последний — для украшения Версальского дворца) а его имя высечено на южной стороне парижской Триумфальной Арки.